# Kåreda
Kåreda är en by och herrgård i Södra Vi socken nordost om Gullringen i Vimmerby kommun. 
I Kåreda bodde 2013 åtta personer, och har varit bebott sedan bondestenåldern. Kåreda ägdes under 1600-talet av ätten Oxenstierna och 1755-1795 av Carl Fredrik Pechlin till Ålhult. 

## Personer från Kåreda
- Carl-Erik Svensson (hembygdsman)

## Gårdar och torp under Kåreda
- Karlstorp
- Ödet, soldattorp
- Kårdesö
- Ånäset